# Celestite
Celestite je peti studijski album američkog black metal-sastava Wolves in the Throne Room. Diskografska kuća Artemisia Records objavila ga je 8. srpnja 2014. Premda se, prema riječima članova skupine, tematski oslanja na prijašnji uradak Celestial Lineage, prvi je album grupe koji žanrovski pripada dark ambientu; na pjesmama nema vokala i obilježja black metala tipičnih za prethodna izdanja.

## Popis pjesama
| 1.    | »Turning Ever Towards the Sun« | 11:24 |
| 2.    | »Initiation at Neudeg Alm«     | 5:57  |
| 3.    | »Bridge of Leaves«             | 5:07  |
| 4.    | »Celestite Mirror«             | 14:32 |
| 5.    | »Sleeping Golden Storm«        | 9:02  |
| 46:04 |                                |       |

## Recenzije
| Zbirne ocjene       | Zbirne ocjene |
| Izvor               | Ocjena        |
| ------------------- | ------------- |
| Metacritic          | 77/100        |
| Recenzije           |               |
| Izvor               | Ocjena        |
| AllMusic            | [ 2 ]         |
| Drowned in Sound    | 7/10          |
| Exclaim!            | 8/10          |
| New Musical Express | [ 6 ]         |
| Pitchfork           | 4,7/10        |
| Sputnikmusic        | 3,5/5         |

Dobio je uglavnom pozitivne kritike. Na Metacriticu, sajtu koji prikuplja ocjene recenzenata raznih publikacija i na temelju njih uratku daje prosječnu ocjenu od 0 do 100, uradak je na temelju šesnaest recenzija osvojio 77 bodova od njih 100, što označava „uglavnom pozitivne kritike”. U osvrtu za AllMusic Thom Jurek dao mu je tri zvjezdice od njih pet zaključivši da se „možda neće svidjeti onima koji se strogo drže black metala”, ali da su skladbe na njemu „neodoljive i otvorene” te da je album u tom smislu „gotovo sublimno” djelo. Pišući za Exclaim!, Cam Lindsay dao mu je četiri zvjezdice od njih pet izjavivši da je riječ o „glazbenom djelu koje potpuno zaokuplja um i podsjeća nas da [braća] Weaver [...] uvijek žele voditi i nikad ne žele slijediti”.
Benjamin Bland dao mu je sedam bodova od njih deset u recenziji za Drowned in Sound i komentirao je da se sastav „potpunom promjenom središta pozornosti nastavio držati čvrste tradicije preporođenja u black metalu i dokazao je da ga čine skladatelji upečatljiva, ako ne i revolucionarna glasa”. New Musical Express dao mu je četiri zvjezdice od njih pet zaključivši da „gotovo nitko ne može nadvladati WITTR kad je riječ o rastućem i atmosferičnom [glazbenom] savršenstvu”. U osvrtu za Sputnikmusic Kyle Ward dao mu je tri i pol boda od njih pet napisavši da „Celestite nije paklen poput prijašnjih albuma [skupine] jer kroči posve drukčijim putem” te da ga obilježava „nastanak nove vatre, a ne smrt prve”.
U manje naklonjenoj recenziji za Pitchfork Grayson Haver Currin dao mu je 4,7 bodova od njih deset izjavivši da sastav „nažalost nije dovoljno spreman [za stvaranje] ovakve glazbe”.

## Zasluge
| Wolves in the Throne Room - Aaron Weaver – sintesajzer, gitara, produkcija, dodatno snimanje - Nathan Weaver – sintesajzer, gitara, produkcija, umjetnički direktor Ostalo osoblje - Jason Ward – mastering - Johnny DeLacey – fotografija - Rachel Carns – dizajn |  | Dodatni glazbenici - Randall Dunn – sintesajzer, elektronički zvukovi, produkcija, snimanje, miksanje - Timm Mason – sintesajzer - Steve Moore – rog, trombon (na 1., 4. i 5. pjesmi) - Josiah Boothby – rog, trombon (na 1., 4. i 5. pjesmi) - Mara Winter – flauta (na 1. i 4. pjesmi) - Veronica Dye – flauta (na 3. i 5. pjesmi) |